# Civate
Civate é uma comuna italiana da região da Lombardia, província de Lecco, com cerca de 3.846 habitantes. Estende-se por uma área de 9 km², tendo uma densidade populacional de 427 hab/km². Faz fronteira com Annone di Brianza, Canzo (CO), Cesana Brianza, Galbiate, Suello, Valmadrera.

## Demografia
| Variação demográfica do município entre 1861 e 2011                               |
|                                                                                   |
| Fonte: Istituto Nazionale di Statistica (ISTAT) - Elaboração gráfica da Wikipedia |